# Hafragilsfoss
La Hafragilsfoss est une chute d'eau du Nord-Est de l'Islande, en plein cœur du parc national de Jökulsárgljúfur. Le fleuve Jökulsá á Fjöllum y chute de 27 mètres, 2 km en aval de la grande cascade de Dettifoss.